# Rejon konyszowski
Rejon konyszowski (ros. Конышёвский район) – jednostka administracyjna wchodząca w skład obwodu kurskiego w Rosji.
Centrum administracyjnym rejonu jest osiedle typu miejskiego Konyszowka.

## Geografia
Powierzchnia rejonu wynosi 1134,81 km², co stanowi 3,8 proc. całego obwodu.
Graniczy z innymi rejonami obwodu kurskiego: fatieżskim, żeleznogorskim, kurczatowskim, lgowskim, chomutowskim i dmitrijewskim.
Głównymi rzekami rejonu są: Swapa (44 km nurtu w rejonie), Płotawka (35 km), Prut (24 km), Bieliczka (28 km), Wabla (22 km), Umacza (19 km), Żygajewka (11 km), Kotlewka (13 km), Ruda (2 km).

## Historia
Rejon powstał w roku 1928, a w skład nowo powstałego obwodu kurskiego wszedł w 1934.

## Demografia
W 2018 rejon zamieszkiwało 8525 mieszkańców, z czego 3444 na terenach miejskich.

## Podział administracyjny rejonu
W skład rejonu wchodzi: 1 osiedle miejskie i 9 osiedli wiejskich (sielsowietów).
| Osiedla miejskie:  | Centrum administracyjne | Pozostałe miejscowości | Liczba mieszkańców | Powierzchnia (km²) |
| ------------------ | ----------------------- | ---------------------- | ------------------ | ------------------ |
| osiedle Konyszowka | Konyszowka              | –                      | 3478               | 7,00               |

| Sielsowiety (osiedla wiejskie): | Centrum administracyjne | Pozostałe miejscowości | Liczba mieszkańców | Powierzchnia (km²) |
| ------------------------------- | ----------------------- | --- | ------------------ | ------------------ |
| Bielajewski                     | Bielajewo               | Artakowo-Wandariec, Bogatyr, Czerniczeno, Jasnyj, Lipnica, Małachowo, Niżnieje Piesocznoje, Wierchnieje Piesocznoje                                                       | 603                | 127,22             |
| Małogorodźkowski                | Małoje Gorodźkowo       | Bieriozowiec, Bolszoje Gorodźkowo, Głazowo, Jakowlewo, Jurjewka, Klesowo, Lisicyn, Makiejew, Niżniaja Wabla, Ozierowka, Pawłowka, Puczkow, Wierchniaja Wabla              | 472                | 118,48             |
| Maszkinski                      | Maszkino                | Bogdanowka, Bułgakowka, Forsow, Jandowiszcze, Jaceno, Marmyży, Matwiejewka, Rożnia, Wierchoprudka, Zasłonki                                                               | 395                | 129,14             |
| Naumowski                       | Naumowka                | Aleksandrowka, Arsienjewka, Biełyje Bieriega, Chatusza, Makaro-Pietrowskoje, Nikiforowka, Pierwomajskij, Pieski, Sokowninka, Troickij, Wasiljewka, Wierchniaja Sokowninka | 507                | 142,32             |
| Płatawski                       | Kaszara                 | Baraban, Griady, Komarowka, Korobkino, Krasnaja Słoboda, Lipnica, Nowosiołowka, Płatawa, Siemionowka, Szustowo                                                            | 853                | 150,57             |
| Prilepski                       | Prilepy                 | Chrylowka, Sosonki, Szyrkowo, Tołkaczowka, Trosti, Trostnica, Zawietienskij                                                                                               | 1095               | 105,88             |
| Starobielicki                   | Staraja Bielica         | Arbuzowo, Biełyj Klucz, Budanowskij, Griniowka, Kusakowo-Bielica, Oleszenka, Pierieswietowo-Bielica                                                                       | 476                | 82,42              |
| Wablinski                       | Wabla                   | Łukjanczikowo, Orlanka, Rasswiet, Ryżkowo, Wołkowo, Wożowo, Żygajewo | 541                | 157,21             |
| Zacharkowski                    | Zacharkowo              | Driomowo-Czeriemoszki, Jakimow, Kotlewo, Pankiejewo, Siewienki, Turajewka                                                                                                 | 324                | 114,57             |